# London Boys
London Boys — британсько-німецький танцювальний дует, заснований Едемом Ефраїмом (англ. Edem Ephraim) і Денисом Фуллером (Dennis Fuller), який став відомим завдяки пісням «i'm Gonna Give My Heart», «Harlem Desire», «Requiem», «Chapel of Love».

## Музична кар'єра
Група була утворена в 1985 році, в Німеччині в Гамбурзі. Вона була сформована двома шкільними друзями Денисом Фуллером (народився 19 червня 1959, Ямайка) і Едемом Ефраїмом (1 липня 1959, Лондон), які познайомилися в середній школі в Гринвічі.
Після переїзду в 1981 році в Гамбург Едем і Денніс приєдналися до колективу Roxy Rollers, де виступали як музиканти і актори.
У 1986 році група London Boys, продюсером якої став Ральф Рене, випустила дебютний сингл «i'm Gonna Give My Heart», який не потрапив в жоден чарт, однак домігся популярності. В 1987 році вийшов другий сингл колективу, «Harlem Desire», записаний у стилі євродиско. Аранжування і виконання пісні нагадували композиції знаменитих німців Modern Talking, але як і «i'm Gonna Give My Heart», він не був помічений в Німеччині, хоча «Harlem Desire» спостерігався в топ-10 в UK Singles Chart.
У 1988 році London Boys випустили композицію «Requiem» синглом, а слідом вийшов дебютний альбом групи The Twelve Commandments of Dance (укр. Дванадцять заповідей танця), він продавався добре, але оскільки тираж був розрахований на Німеччину і Японію, довелося робити додатковий тираж на всю Європу. Пізніше в 1989 році вийшло спеціальне видання альбому.
Успіх став можливим завдяки якісно виконаній роботі продюсера, відмінному вокалу London Boys, аранжуванням і хорошого звуку альбому, а пісня «London Nights», що з'явилася в додатковому виданні альбому зайняла 2 сходинку в Сполученому Королівстві.
Група стала частим гостем телевізійних шоу та клубних майданчиків, а кожна нова записана пісня являла собою повноцінний концертний і танцювальний номер.
Другий альбом, Sweet Soul Music, вийшов в 1991 році, його стиль був несхожий на попередню роботу команди, на ньому композиції були представлені в стилях хаус і реггі, одна з них була присвячена знаменитому музиканту стилю реггі — Бобу Марлі, а майже кожна композиція містила в собі елементи репу, виняток склала пісня «Chapel of Love», єдина в альбомі, нагадувала музичний стиль London Boys 1989 року.
Диск Love 4 Unity, що вийшов в 1993 році, знову став успішною роботою London boys. Танцювальні ритми для дискотек були покращені заради комерційного успіху і бажання слідувати за модою. Незважаючи на всі старання Ральфа Рене, альбом не видав хітів.
Наступний альбом, Hallelujah Hits, став швидше розчаруванням, ніж успішною роботою, його стиль звучання поєднував у собі ритми техно 1990-х років і госпелу, що вкрай не припало до смаку публіці. В чарти він не потрапив, а його продажі були низькими.
21 січня 1996 року Едем і Денис, дружина Едема і діджей з Гамбурга загинули в автокатастрофі в Австрійських Альпах. У момент загибелі в Едема був трирічний син, у Дениса — дочка, якій було десять років.
За свою кар'єру London Boys випустили чотири студійних альбоми, внесли вклад у розвиток європейської диско-музики. Їх пісні були присвячені дружбі, любові, расовій терпимості і вірі в Бога. Вони встигли продати 4,5 мільйона дисків і завоювали любов багатьох мільйонів шанувальників.

## Дискографія

### Альбоми
| Рік  | Альбом                           | Місця в чартах | Місця в чартах      | Лейбли                            |
| Рік  | Альбом                           | Австрія АВТ    | Велика Британія ВІВ | Лейбли                            |
| ---- | -------------------------------- | -------------- | ------------------- | --------------------------------- |
| 1988 | The Twelve Commandments of Dance | —              | 2                   | Atlantic Records, WEA, Ultraphone |
| 1991 | Sweet Soul Music                 | 22             | —                   | WEA, EastWest Records             |
| 1993 | Love 4 Unity                     | —              | —                   | EastWest Records                  |
| 1995 | Hallelujah Hits                  | —              | —                   | Polydor Records                   |

### Сингли
| 1986 | «I'm Gonna Give My Heart»                   | —  | —  | —  | —  |
| 1986 | «I'm Gonna Give My Heart» (remix)           | —  | —  | —  | —  |
| 1987 | «Dance Dance Dance»                         | —  | —  | —  | —  |
| 1987 | «Harlem Desire»                             | —  | —  | —  | —  |
| 1987 | «My Love»                                   | —  | —  | —  | —  |
| 1987 | «Supermix»                                  | —  | —  | —  | —  |
| 1988 | «Requiem»                                   | 11 | 4  | 27 | —  |
| 1988 | «Harlem Desire '89»                         | —  | 17 | —  | —  |
| 1988 | «London Nights»                             | —  | 2  | 24 | 9  |
| 1988 | «Megamix»                                   | —  | —  | —  | —  |
| 1988 | «My Love '89»                               | —  | 46 | —  | —  |
| 1988 | «Chapel of Love»                            | —  | 75 | —  | —  |
| 1988 | «Freedom»                                   | —  | 54 | —  | 29 |
| 1991 | «Sweet Soul Music» (спільно з Soul Kitchen) | 11 | —  | 81 | —  |
| 1991 | «Is This Love?»                             | —  | —  | —  | —  |
| 1991 | «Tonight! Tonight!»                         | —  | —  | —  | —  |
| 1992 | «Moonraker»                                 | —  | —  | —  | —  |
| 1993 | «Baby Comeback»                             | 27 | —  | —  | —  |
| 1995 | «Gospel Train to London»                    | —  | —  | —  | —  |
| 1995 | «Kumbaya»                                   | —  | —  | —  | —  |